# Kazuya Nakai
Kazuya Nakai (中井 和哉 Nakai Kazuya?,  Kōbe, Prefectura de Hyōgo, Japón, 25 de noviembre de 1967) es un actor de voz japonés, afiliado a Aoni Production. Algunos de sus papeles más destacados son el de Roronoa Zoro en la franquicia de One Piece, Toshiro Hijikata en Gintama, Zapp Renfro en Kekkai Sensen, Date Masamune en Devil Kings, Mugen en Samurai Champloo y Ultraman Max en Ultraman Max. En la quinta edición de los Seiyū Awards, Nakai ganó un premio en la categoría de "Mejor actor de reparto" por sus papeles en One Piece y Gintama.

## Filmografía

### Anime
- 07 Ghost (Coronel Katsuragi)
- Ahiru no Sora (Shin'ichi Chiba)
- Ai Yori Aoshi (Suzuki)
- Aldnoah.Zero (Koichiro Marito)
- Ao no Exorcist (Ryuji Suguro)
- Ao no Exorcist: Kyoto Fujō Ō-hen (Ryuji Suguro)
- Asu no Yoichi! (Ryo Washizu)
- Asura Cryin' (Takaya Kagakagari)
- Asura Cryin' 2 (Takaya Kagakagari)
- After War Gundam X (Witz Sou)
- Battle Programmer Shirase (Akira Shirase)
- Black Jack (Gori)
- La espada del inmortal (Magatsu Taito)
- Bobobo-bo Bo-bobo (Keseran Paseran)
- Boruto: Naruto Next Generations (Urashiki Ōtsutsuki)
- Brave 10 (Jinpachi Nezu)
- Chihayafuru (Kinashi Hiro)
- Dandadan (Alien Serpo)
- Danganronpa: The Animation (Mondo Oowada)
- D.Gray-man (Gozu)
- Death Note (Kanzo Mogi)
- Death Parade (Takashi)
- Detective Conan (Takashi Kotegawa)
- Diamond no Ace (Akashi Seiya)
- Digimon Savers (Gaomon)
- Digimon Ghost Game (Angoramon)
- Dragon Ball GT (Aldeano/Heishi B)
- Dragon Ball Super (Tagoma)
- Durarara!! (Gin-chan) (DVD-only) (12.5: Heaven's Judgement)
- Fire Force (Akitaru Obi)
- Fullmetal Alchemist: Brotherhood (Miles)
- Ghost in the Shell: Arise (Borma)
- Gintama (Hijikata Toshirou)
- Grenadier (Yajiro Kojima)
- Gun x Sword  (Episodio 18, ~7:28)
- Hataraki Man (Fumiya Sugawara)
- Hatsukoi Limited (Gengorou Takei)
- Hellsing (Jan Valentine)}
- Hōrō Musuko (Manabi Saisho)
- Hoshiai no Sora (Kenji Kyobate)
- Hyouge Mono (Date Masamune)
- Immortal Grand Prix (River Marque)
- Initial D: Fifth Stage (Ryuji Ikeda)
- InuYasha (Hoshiyomi)
- Ixion Saga DT (Sainglain)
- Joker Game (Fukumoto)
- Jyu Oh Sei (Zagi)
- Kekkai Sensen (Zapp Renfro)
- Kuroko no Basket (Shōichi Imayoshi)
- Mahou Sensou (Kippei Washizu)
- Mobile Suit Gundam SEED (Reverend Malchio)
- MF Ghost (Ryuji Ikeda)
- Nichijō( Episodio 17 carta 3 de espadas 23:26/23:40)
- Nodame Cantabile (Kouzou Etoh)
- Naruto Shippuden (Kazuma/Furido, Urashiki Ōtsutsuki)
- Nobunaga The Fool (Alexander)
- One Piece (Roronoa Zoro, Pierre, Jigoroh, Saldeath, Drip (Sanji falso), Nusstorte)
- Pokémon (Morio, Shintaro, Naoshi)
- Ragnarok The Animation (Iruga)
- Raise wa Tanin ga Ī (Gaku Miyama)
- Sailor Moon Sailor Stars (Ittou Asanuma)
- Samurai Champloo (Mugen)
- Sengoku Basara Judge End (Dios Todopoderoso Date Masamune)
- Shikabane Hime (Hagino ep. 1)
- Shining Hearts (Dylan)
- Shōkoku no Altair (Al-Kaplan Balaban)
- Space Dandy (Dolph)
- Tegami Bachi (Jiggy Pepper)
- Tengoku Daimakyō (Robin Inazaki)
- Trinity Blood (Tres Iqus)
- Valkyria Chronicles (Zaka)
- xxxHolic (Shizuka Dômeki, Haruka Dômeki)
- Yondemasuyo, Azazel-san (Salamander)
- Yu-Gi-Oh! (Primeras series) (Shido-sensei, Estudiante B ep. 10)

### OVAs y películas
- Bleach: The Hell Verse o Capítulo Infierno (Kokutō)
- Blue Submarine No. 6 (Capitán del Shang)
- Broken Blade (General Borcuse)
- Bungō Stray Dogs: Dead Apple (Tatsuhiko Shibusawa)
- Gintama JUMP Festa 2005 (Gintama)
- Saint Seiya películas y OVAs (Gusano Raimi)
- Saint Seiya: The Lost Canvas (Capricorn El Cid)
- xxxHolic: A Midsummer Night's Dream (Shizuka Dômeki)
- Switch OVAs (Keigo Kajiyama)
- xxxHolic Shunmuki (Shizuka Dômeki)
- Dogs: Bullets & Carnage (Melvin Scrooge)
- One Piece series (Roronoa Zoro)
- Kuroko no Basket: Last Game (Shōichi Imayoshi)
- Mardock Scramble 3 películas (Shell Septinos)
- My Hero Academia: Misión mundial de héroes (Flect Turn)
- Sailor Moon S The movie (Oranja)

### CD Drama
- Ao no Exorcist: Money, money, money (Ryūji Suguro)

### Videojuegos
- Gintama Rumble (Hijikata Toshiro)
- Bravely Second: End Layer (Denys Geneolgia/Kaiser Oblivion)
- Bleach: Soul Resurrección (The Hell Verse Demo) (Kokutō)
- Clover no Kuni no Alice (Gray Ringmarc)
- Dissidia 012 Final Fantasy (Gilgamesh)
- Danganronpa: Trigger Happy Havoc (Mondo Oowada)
- Dynasty Warriors (Xiahou Dun, Dian Wei)
- Ehrgeiz (Najimu)
- Everybody's Golf series (Musatsu)
- Final Fantasy X (Wakka)
- Final Fantasy X-2 (Wakka)
- Final Fantasy Type-0 (Gilgamesh)
- Fullmetal Alchemist 3: Kami o Tsugu Shōjo (Zerugiu)
- Garouden : breakblow fist or twist (Tanba Bunshichi)
- Ghost of Tsushima (Jin Sakai)
- God Eater (Soma)
- JoJo's Bizarre Adventure: Eyes of Heaven (Illuso)
- Kingdom Hearts (Wakka)
- Kingdom Hearts II (Rai)
- Mobile Suit Gundam SEED series (Barry Ho)
- Mobile Suit Gundam: Zeonic Front (Lt. Agar)
- Mr. Driller series (Kiru Saku, Kowasu)
- Ninety-Nine Nights (Klarrann)
- No More Heroes (Travis Touchdown)
- One Piece series (Roronoa Zoro)
- Mega Man Zero series (Fighting Fefnir)
- Sengoku Basara (Date Masamune)
- Shining Force EXA (Duga)
- Shining Wind (Hyoun)
- Shin Megami Tensei: Persona 3 (Shinjiro Aragaki)
- Summon Night: Twin Age (Nassau)
- Super Robot Wars series (Witz Sou, Jika Arutorito)
- Tales of Berseria (Shigure Rangetsu)
- Tales of Legendia (Moses Sandor)
- The Legend of Heroes: Trails from Zero (Alex Dudley)
- Tokimeki Memorial Girl's Side: 2nd Kiss (Katsumi Shiba)
- Valkyria Chronicles (Zaka)
- Will o' Wisp (Will)
- Xenosaga Episode III: Also sprach Zarathustra (Assistant Scott)
- Yakuza 0 (Yamagata)
- Yakuza 3 (Hasebe)
- Zangeki no Reginleiv (Sigmund)

### Doblaje
- Black Panther (W'Kabi)
- Encanto (Bruno Madrigal)
- One Piece (Roronoa Zoro) (Mackenyu)
- The Cuphead Show! (King Dice)